# Aggelikī Nikolopoulou
Aggelikī Nikolopoulou, traslitterata anche come Angeliki Nikolopoulou (in greco Αγγελική Νικολοπούλου?; Atene, 2 maggio 1991), è una cestista greca.

## Carriera
Con la Grecia ha disputato i Campionati mondiali del 2018 e tre edizioni dei Campionati europei (2015, 2017, 2021).